# Landolfo Seniore
Landolfo Seniore, Landolfo el Viejo o Landolfo de Milán (en italiano: Landolfo di Milano; en latín: Landulfus Mediolanensis; c. 1050-c. 1110) fue un escritor, historiador y presbítero italiano. 
Es sobre todo conocido como autor de una importante crónica de la ciudad y diócesis de Milán. No debe confundirse con Landolfo Iuniore, casi contemporáneo y también autor de una historia de Milán, ni con Landolfo Cotta, fanático partidario de la facción eclesiástica opuesta a la de Landolfo Seniore.

## Biografía
Landolfo era un representante del clero menor de Milán, el llamado clero decumano, a cargo de la pastoral de las iglesias de la ciudad además de las dos catedrales.
Escribió una Mediolanensis historia, que representa una de las principales fuentes para reconstruir los acontecimientos de Milán en la Edad Media y, en particular, en el siglo XI. A través de la exposición de los acontecimientos de la Iglesia milanesa desde el 374, en la época de san Ambrosio hasta 1083.
Viajó a Francia para estudiar, a Orleans en 1103, a París para estudiar con Guillermo de Champeaux en 1107 y a Laón.
La obra de Landolfo, da testimonio del comienzo y desarrollo del poder temporal de la diócesis de Milán en el norte de Italia, a partir de la cesión al arzobispo Valperto (953-970) de la multa oppida regalia ('muchas ciudades fortificadas que eran propiedad del rey', probablemente en la zona del lago Maggiore) por Otón I.
Es Landolfo quien da cuenta del informe del interrogatorio realizado por Ariberto de Intimiano a un tal Gerardo, jefe del grupo herético de Monforte de Alba, durante su visita al Piamonte en 1028.
Defensor de las tradiciones milanesas, Landolfo se opuso decididamente a las imposiciones que venían de Roma en la época de la llamada reforma gregoriana, especialmente en el tema del celibato sacerdotal. Lo que hasta entonces había sido una práctica en Milán y el norte de Italia, donde los sacerdotes y otros clérigos normalmente tenían esposas, ahora se tildaba de concubinato o herejía nicolaíta. En particular, Landolfo se opuso a los patarinos, unos protogregorianos, que inspiró el movimiento pataria en Milán, considerándolos fanáticos y útiles a Roma para imponer sus directivas. Él mismo fue un sacerdote casado.
Describe los contrastes entre los nobles y los cives milaneses, contrastes que conducirían al nacimiento de la comuna, Landolfo se puso decididamente del lado de los cives (notarios, comerciantes, terratenientes no nobles), ya que creía que los aristócratas se entrometían demasiado en vida eclesiástica, provocando la ruina de la Iglesia ambrosiana.